# Baikal (bourse)
Pour les articles homonymes, voir Baikal.
Baikal Global était un dark pool (DP), c'est-à-dire un marché boursier alternatif, organisant la confrontation entre acheteurs et vendeurs de titres, sans afficher le prix des transactions avant leur finalisation.
Il avait été initié en 2008 et 2009 par la Bourse de Londres, jusqu'au rachat par celle-ci du système multilatéral de négociation (SMN) Turquoise, en janvier 2010.

## Objet
Baikal était un dark pool pan-européen, c'est-à-dire une plateforme ayant pour objectif de traiter des volumes d'ordres importants hors marchés officiels (grandes bourses réglementées ou systèmes multilatéraux de négociation), et sans afficher le prix des transactions avant leur finalisation.
Ce type de projet était rendu possible grâce à la Directive européenne sur les marchés d'instruments financiers, entrée en vigueur le 1er novembre 2007, et qui autorise la concurrence entre bourses au sein de l'Union Européenne.

## Historique
- Juin 2008 : officialisation du projet par la Bourse de Londres et Lehman Brothers. Il est confirmé par la Bourse de Londres le 15 septembre 2008, malgré la faillite de son partenaire Lehman Brothers[2],[3].
- 2009 : lancement de Baikal[4].
- Janvier 2010 : après l'achat, par la Bourse de Londres, de 60 % du système multilatéral de négociation (SMN) Turquoise (qui avait également créé un dark pool), Baikal est fusionné avec le dark pool de Turquoise[5].

## Particularités
Son intérêt reposait sur la gestion de la liquidité, hors-marché et anonyme, de blocs de titres importants. Ce projet dark pool visait à répondre aux attentes des techniques de gestion sophistiquées basées sur des algorithmes.

## Périmètre de cotation
- Actions de 14 pays.